# Alfred Dürr
Alfred Dürr (ur. 3 marca 1918 w Charlottenburgu, zm. 7 kwietnia 2011 w Getyndze) – niemiecki muzykolog.

## Życiorys
W latach 1945–1950 studiował muzykologię i filologię na Uniwersytecie w Getyndze. W 1950 roku uzyskał tam tytuł doktora na podstawie pracy Studien über die frühen Kantaten Johann Sebastian Bachs. W 1951 roku podjął pracę w Johann-Sebastian-Bach-Institut, w latach 1962–1981 pełnił funkcję jego dyrektora. W 1976 roku został członkiem Akademie der Wissenschaften w Getyndze. Był członkiem komitetu redakcyjnego nowego wydania dzieł wszystkich J.S. Bacha (Neue Ausgabe sämtlicher Werke), a także redaktorem Bach-Jahrbuch.
Należał do czołowych znawców twórczości J.S. Bacha, szczególnie jego kantat. W 1998 roku wspólnie z Yoshitake Kobayashim opracował skrócone wydanie Bach-Werke-Verzeichnis Wolfganga Schmiedera.

## Prace
(na podstawie materiałów źródłowych)
- Johann Sebastian Bach, Weihnachts oratorium (Monachium 1967)
- Die Kantaten von Johann Sebastian Bach (Kassel–Monachium 1971, 5. wyd. zrewid. 1985)
- Johann Sebastian Bach: Seine Handschrift-Abbild seines Schaffens (Wiesbaden 1984)
- Im Mittelpunkt Bach: Ausgewählte Aufsätze und Vorträge (Kassel 1988)
- DieJohannes-Passion von Johann Sebastian Bach: Entstehung, Überlieferung, Werkeinführung (Kassel–Monachium 1988)
- Bachs Werk vom Einfall bis zur Drucklegung (Wiesbaden 1989)